# Scrophularia litvinowii
Scrophularia litvinowii är en flenörtsväxtart som beskrevs av Boris Fedtjenko. Scrophularia litvinowii ingår i släktet flenörter, och familjen flenörtsväxter. Inga underarter finns listade i Catalogue of Life.